# Cubadak Air Utara
Cubadak Air Utara is een bestuurslaag in het regentschap Pariaman van de provincie West-Sumatra, Indonesië. Cubadak Air Utara telt 1229 inwoners (volkstelling 2010).